# Ercan Öksüz
Ercan Öksüz, auch Ercan Oeksuez (* 13. September 1974 in Fürstenfeldbruck) ist ein deutscher Schauspieler.

## Leben
Ercan Öksüz ist seit 1999 für Film und Fernsehen tätig. Er absolvierte von 2005 bis 2008 Schauspielunterricht am Schauspielstudio Ruth Wohlschlegel in der Pasinger Fabrik. Seit 2008 spielt er auch Theater. Ercan Öksüz ist auch als Theaterpädagoge tätig und arbeitet außerdem in Teilzeit als Streetworker. 2008 schloss er sich dem von Yusuf Demirkol gegründeten Improvisationstheater Impro à la Turka an.
Er lebt in München.

## Filmografie (Auswahl)
- 2008: 112 – Sie retten dein Leben (Fernsehserie, Folge 1.82)
- 2011: Davon willst du nichts wissen (Fernsehfilm)
- 2011–2012: Die Rosenheim-Cops (Fernsehserie, 3 Folgen)
- 2013: Im Labyrinth des Schweigens (Kinofilm)
- 2014: Die Chefin (Fernsehserie, Folge Tödliche Seilschaften)
- 2018–2020: Tonio & Julia (Fernsehreihe, als Yasin Al Sayed)
  - 2018: Kneifen gilt nicht
  - 2018: Zwei sind noch kein Paar
  - 2019: Schuldgefühle
  - 2019: Wenn einer geht
  - 2019: Ein neues Leben
  - 2019: Schulden und Sühne
  - 2020: Nesthocker
  - 2020: Der perfekte Mann
- 2020: Watzmann ermittelt (Fernsehserie, Folge Kristalle glänzen ewig)
- 2021: Die Glücksspieler
- 2023: 37 Sekunden (Fernsehserie)

## Theaterrollen
- seit 2008: Impro à la Turka (Improvisationstheater, München)
- 2010: Fenster in der Nacht (Theater Fisch und Plastik, Taufkirchen)
- 2013: Liebe ist kein Argument (Pasinger Fabrik, München)
- 2014: Liebe ist kein Manifest (Pasinger Fabrik, München)
- 2022: Extrawurst (Theaterei Herrlingen)